# Hans Tschumi (Politiker, 1908)

Hans Tschumi (1971)

Hans Tschumi (* 15. August 1908 in Laufen; † 12. März 2001 in Bern) war ein Schweizer Tierarzt und Politiker (BGB, ab 1971 SVP). Er war Mitglied des Grossen Rates und Regierungsrat des Kantons Bern. Von 1947 bis 1960 sowie von 1963 bis 1979 gehörte er dem Nationalrat an. 1947 war er der Auslöser der Moeckli-Affäre, die das Erstarken der separatistischen Bewegung in der Jurafrage zur Folge hatte.

## Biografie
Der Sohn des Landwirts Adolf Tschumi und von Heidi Baumgartner wuchs in Laufen auf und erhielt seine höhere Schulbildung in Basel. Inspiriert durch seinen Onkel, den Tierarzt Alfred Baumgartner, studierte Tschumi Tiermedizin an der Universität Basel, der Universität Bern und der Tierärztlichen Hochschule Hannover. Von 1934 bis 1960 führte er eine veterinärmedizinische Praxis in Interlaken. Dabei engagierte er sich besonders für die Bekämpfung der Rindertuberkulose. Tschumi gehörte der Volkswirtschaftskammer des Berner Oberlandes an. 1968 war er einer der Mitbegründer des Freilichtmuseums Ballenberg und stand dem Trägerverein bis 1988 als Präsident vor. Er war auch Mitglied des leitenden Ausschusses des Schweizerischen Bauernverbandes sowie Vorstandsmitglied und von 1967 bis 1978 Präsident der Schweizerischen Arbeitsgemeinschaft für die Berggebiete.
1946 wurde Tschumi für die BGB in den Berner Grossen Rat gewählt, dem er bis 1958 angehörte. Am 9. September 1947 sorgte er in der Personaldebatte des Grossen Rates für einen politischen Skandal. Nach dem Tod von Regierungsrat Ernst Reinhard war die Leitung der Bau- und Eisenbahndirektion verwaist. Dessen Nachfolge sollte Georges Moeckli antreten, was eigentlich nur eine Formsache zu sein schien. Doch Tschumi plädierte völlig überraschend für die Ablehnung des Regierungsantrags, da Moeckli französischsprachig und ein Deutschberner für dieses wichtige Amt besser geeignet sei; als Alternative schlug er Samuel Brawand vor. Der Grosse Rat folgte Tschumis Antrag und löste dadurch die Moeckli-Affäre aus, die zu einem Erstarken der separatistischen Bewegung im Jura führte und am Anfang einer langen Kette von Ereignissen in der Jurafrage stand, die zur Gründung des Kantons Jura im Jahr 1979 führten.
Von 1947 bis 1960 gehörte Tschumi zusätzlich dem Nationalrat an. Bei seiner Wahl zum Grossratspräsidenten der Jahre 1954/55 entschuldigte er sich zwar für seine Äusserungen in der Moeckli-Affäre, galt aber bei den Separatisten weiterhin als Feindbild. 1960 kandidierte er um einen frei gewordenen Sitz im Regierungsrat. Dabei setzte er sich bei sehr tiefer Stimmbeteiligung gegen André Francillon, den Präsidenten des Rassemblement jurassien, durch; in den jurassischen Bezirken erhielt er jedoch nur knapp ein Fünftel der Stimmen. Als Regierungsrat leitete Tschumi bis 1966 die Justizdirektion, anschliessend bis zu seinem Rücktritt 1974 die Volkswirtschaftsdirektion. Eines seiner wichtigsten Vorhaben war das im Jahr 1967 angenommene Wirtschaftsförderungsgesetz. 1963 liess er sich erneut in den Nationalrat wählen, dem er bis 1979 angehörte.